# Guillaume de Mecklembourg
Guillaume, duc de Mecklembourg [-Schwerin] (né le 5 mars 1827 à Ludwigslust et mort le 28 juillet 1879 à Heidelberg ; Nom complet: Friedrich Wilhelm Nicolas ) est un membre de la maison grand-ducale de Mecklembourg-Schwerin et général prussien de la cavalerie. Il se marie le 9 décembre 1865 avec sa cousine Alexandrine de Prusse (1842-1906), fille du prince Albrecht de Prusse et de la princesse Marianne d'Orange-Nassau.

## Biographie
Guillaume est le troisième enfant et deuxième fils du grand-duc Paul-Frédéric et de son épouse Alexandrine de Prusse. Il devient officier prussien. Guillaume est connu comme un joueur dans les cercles de la cour de Berlin et est surnommé "Prince Schnaps".
Guillaume suit les traces de son frère en tant qu'étudiant, mais sans être autorisé à suivre son chemin vers le trône. Ils l'ont conduit dans les années 1840 au lycée Vitzthum de Dresde. Son gouverneur, le chambellan major comte Finck von Finckenstein, l'accompagne. Guillaume a pu écrire sans détour de Dresde, en 1844, lors des noces d'argent du directeur de l'école : "Les professeurs étaient, à quelques exceptions près, tous ivres et vomissaient comme des porcs ; on pouvait encore le voir sur eux le deuxième jour."
En 1865, il épouse sa cousine, la princesse Alexandrine de Prusse (1842-1906). Le prince a maintenant 38 ans, 15 ans de plus que la mariée, il est un joueur notoire, un coureur et un dépensier, et certainement pas le bon mari pour une jeune fille. Le couple a une fille, Charlotte duchesse de Mecklembourg (1868-1944).

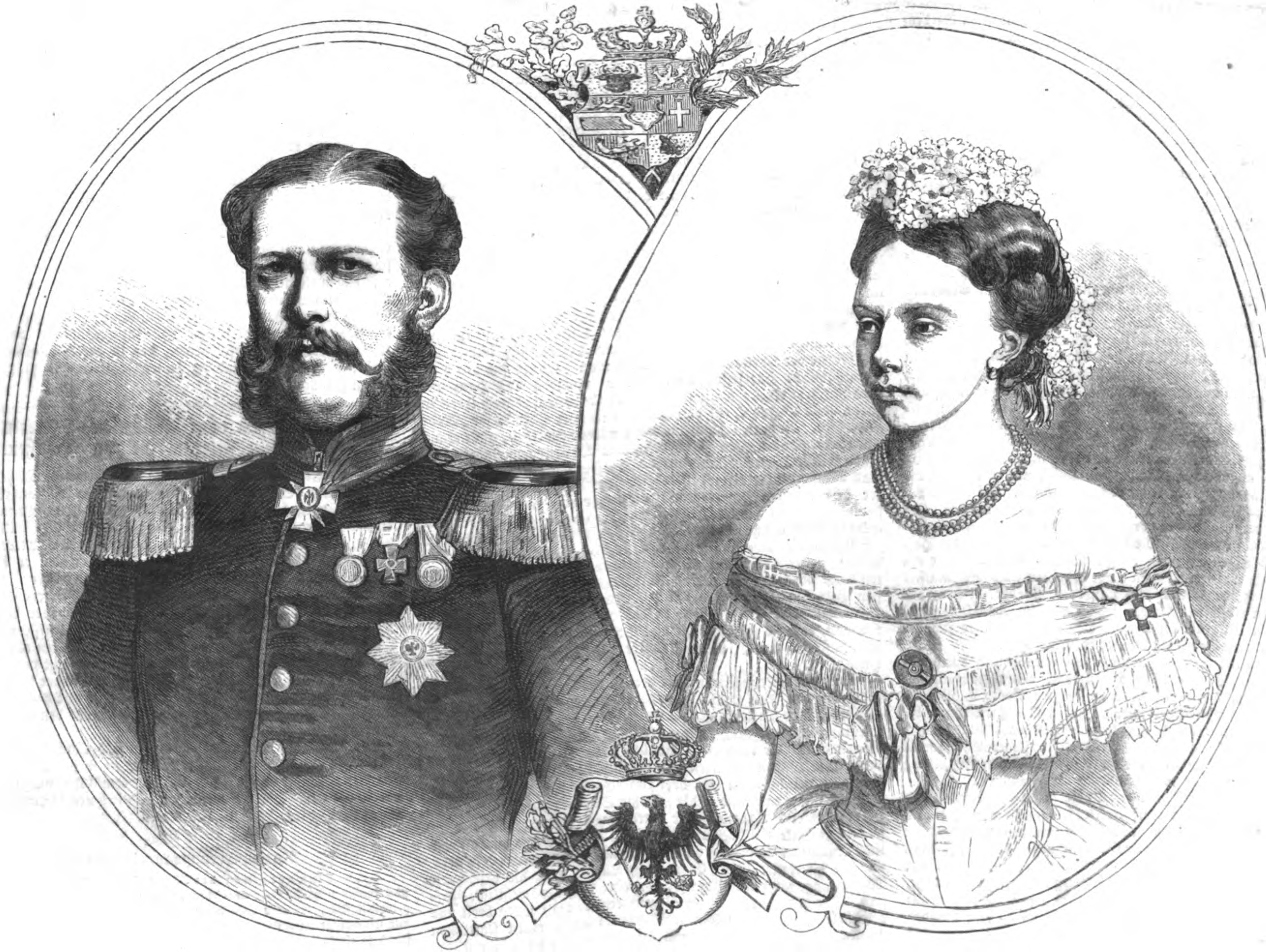
Le duc Guillaume de Mecklembourg-Schwerin et la princesse Alexandrine de Prusse.

Le duc Guillaume se lance dans une carrière militaire. De 1859 à 1864, il commande le 6e régiment de cuirassiers à Brandebourg-sur-la-Havel et passe de major à colonel dans ce régiment. En 1864, il remet le régiment au lieutenant-colonel Alfred Bonaventura von Rauch.
Dans la guerre austro-prussienne, Guillaume commande en tant que général de division, la 2e brigade de cavalerie légère dans le corps de cavalerie de la 1re armée. Avec cette grande unité, Guillaume combat dans la bataille de Sadowa et reçoit l'ordre Pour le Mérite pour ses réalisations. Dans la guerre franco-prusssienne, il commande la 6e division de cavalerie. Il combat à Mars-la-Tour et est blessé dans l'explosion de la citadelle de Laon le 9 septembre 1870. Ensuite, Guillaume participe au siège de Paris et à la bataille du Mans. Ses réalisations sont honorées par l'attribution des deux classes de la Croix de Fer et de la croix du grand commandeur de l'ordre de la Maison Royale de Hohenzollern avec des épées.
Après le traité de paix, Guillaume est nommé commandant de la 22e division le 23 mars 1873. À sa demande, cependant, il est à nouveau relevé de ce commandement le 10 novembre 1873. Il est alors transféré aux officiers de l'armée jusqu'à nouvel ordre, tout en conservant les pouvoirs d'un commandant de division, et est promu général de cavalerie le 22 mars 1875.
En raison de sa blessure à la hanche à Laon, Guillaume doit subir une opération à Heidelberg en juillet 1879. Peu de temps après l'opération, le duc subit un empoisonnement du sang, dont les conséquences entraînent sa mort le 28 juillet. Son corps est amené à Schwerin accompagné de son neveu le duc Paul-Frédéric de Mecklembourg et est enterré dans la chapelle du Saint-Sang de la cathédrale de Schwerin. En novembre 1974, son sarcophage en laiton est déplacé dans la crypte de la cathédrale.

## Récompenses
En 1878, le duc Guillaume est le récipiendaire des médailles et décorations suivantes  :
- Grand-Croix de l'Ordre de la Maison de la Couronne Wendish avec la couronne en minerai et la chaîne d'ordre
- Croix du mérite militaire de Mecklembourg
- Ordre de Saint-André
- Ordre d'Alexandre Nevsky
- Ordre impérial-royal de l'Aigle blanc
- Ordre russe de Sainte-Anne
- Grand-croix de l'Ordre impérial de Léopold
- Ordre de l'Aigle noir le 5 juin 1844
- Ordre de l'Aigle rouge en sautoir avec des épées
- Grand-croix de l'Ordre de Guelfes
- Grand-Croix de l'Ordre de la Fidélité
- Grand-croix de l'ordre du Lion de Zaeringen
- Grand-croix d'honneur de la maison d'Oldenbourg et ordre du mérite du duc Pierre-Frédéric-Louis
- Grand-croix de l'Ordre de la Maison ernestine de Saxe le 16 décembre 1862
- Grand-croix de l'ordre d'Henri le Lion
- Ordre russe de Saint George de 4e classe
- Croix du mérite militaire autrichienne le 21 août 1864
- Pièce commémorative Hohenzollern
- Mémoriaux de guerre pour les campagnes de 1864, 1866 et 1870/71
- Médaille commémorative royale de Prusse
- Médaille commémorative grand-ducale de Bade
- Médaille du couronnement royal de Prusse